# W krainie Niekończącej się opowieści
W krainie Niekończącej się opowieści (ang. Tales from the Neverending Story) – niemiecko-kanadyjski serial telewizyjny z roku 2001 w reżyserii Adama Weissmana i Gilesa Walkera. Jest on luźną adaptacją powieści fantasy "Niekończąca się historia" napisanej przez Michaela Ende. Został wydany w USA jako 4 filmy telewizyjne, natomiast w Wielkiej Brytanii jako 13 odcinkowy serial. Opowiada o przygodach 12-letniego chłopca o imieniu Bastian Bux, który za pomocą magicznej księgi przenosi się do Fantazji. 
W Polsce, TVP1 wyemitowało wszystkie cztery filmy w 2006 roku. Wydano je później w formacie DVD.

## Opis filmów
- Część pierwsza

12 letni Bastian właśnie stracił mamę. Chłopiec zagubiony i odosobniony w swej wyobraźni buduje własny świat marzeń. Pomaga mu w tym magiczna księga, która staje się pomostem między światem, który go otacza, a krainą jego marzeń zwaną Fantazją. Bastian uczy się życia, przeżywając niesamowite historie wraz z gnomami, elfami, smokami i Złą Królową Mroku.
- Część druga

Królowa Mroku, Xayida, nienawidzi swojej siostry, Dziecięcej Cesarzowej i za wszelką cenę pragnie zniszczyć jej krainę - Fantazję. Atreyu jest zaufanym sługą Dziecięcej Cesarzowej. Na ziemi zaś jej wiernym sługą stał się Bastian. Obaj skutecznie próbują pokrzyżować niecne plany złej monarchini. Zdesperowana Xayida przystępuje do ataku. Chce się pozbyć za wszelką cenę Bastiana, jednak on ma za sobą armię wiernych przyjaciół.
- Część trzecia

- Część czwarta

## Obsada
- Mark Rendall : Bastian Balthazar Bux
- Audrey Gardiner : cesarzowa
- Brittany Drisdelle : Fallon
- Victoria Sanchez : Xayide
- Tyler Hynes : Atreyu
- John Dunn-Hill : Coreander
- Noël Burton : Michael Bux
- Robert Crooks : Tartus
- Lisa Bronwyn Moore : Pani Finnegan
- Tyrone Benskin : Cairon
- Valérie Chiniara : Marley
- Stefano Faustini : Lucas
- Emma Campbell : April
- Emma Taylor-Isherwood : Olano
- Greg Kramer : Rip Rowdy
- Jane Wheeler : Laura Bux
- Sally Taylor-Isherwood : Yonie
- Johnny Griffin : Connor
- Stéfanie Buxton : latająca dziewczyna